# Radio Control
Radio Control (pol. sterowanie radiowe) – zdalne sterowanie realizowane drogą radiową. Stosowane głównie w urządzeniach powszechnego użytku (ściemniacze oświetlenia, zdalne załączanie gniazd, urządzeń), w modelach o pomniejszonej skali (łódki, samochody, motocykle, roboty itp.), urządzeniach przemysłowych (małe dźwigi, lokomotywy przetokowe), a także w technice wojskowej (np. uzbrajanie pocisków) i pirotechnice (zdalna detonacja lub zapalanie ładunków wybuchowych i mieszanin pirotechnicznych).
Podstawowy układ zdalnego sterowania składa się z nadajnika emitującego fale radiowe, odbiornika odbierającego sygnał i urządzenia, które ma wykonywać określone funkcje. Urządzenia zdalnego sterowania wykorzystują fale radiowe o częstotliwości od kilkudziesięciu do kilku tysięcy MHz. Każda para nadajnik-odbiornik ma określoną jedną częstotliwość, a transmisja może być dodatkowo kodowana w celu zapewnienia bezpieczeństwa i zmniejszenia podatności na zakłócenia.

## Częstotliwości RC
W Polsce częstotliwości, które mogą być wykorzystywane do zdalnego sterowania, są regulowane przez UKE. Wybrane zakresy są następujące:
- Pasmo 27 MHz – zabawki, modele naziemne i pływające.
- Pasmo 35 MHz – wyłącznie modele latające.
- Pasmo 40 MHz – modele naziemne i pływające.
- Pasmo 443 MHz – piloty, alarmy.

Bez pozwolenia dozwolone jest użytkowanie częstotliwości:
- 26,995 MHz
- 27,045 MHz
- 27,095 MHz
- 27,145 MHz
- 27,195 MHz
- 34,995 – 35,225 MHz
- 40,665 MHz
- 40,675 MHz
- 40,685 MHz
- 40,695 MHz

dla mocy maksymalnie 100 mW ERP oraz pasmo 2,4 GHz dla mocy do 10 mW.
Reszta zakresów podlega licencjonowaniu.